# Charles Stoddart

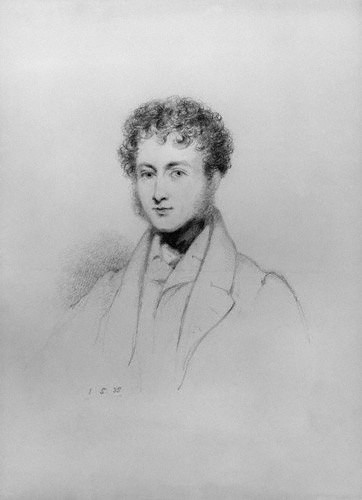
Charles Stoddart

Zeitgenössische Darstellung von Stoddarts (links) und Conollys Verhaftung

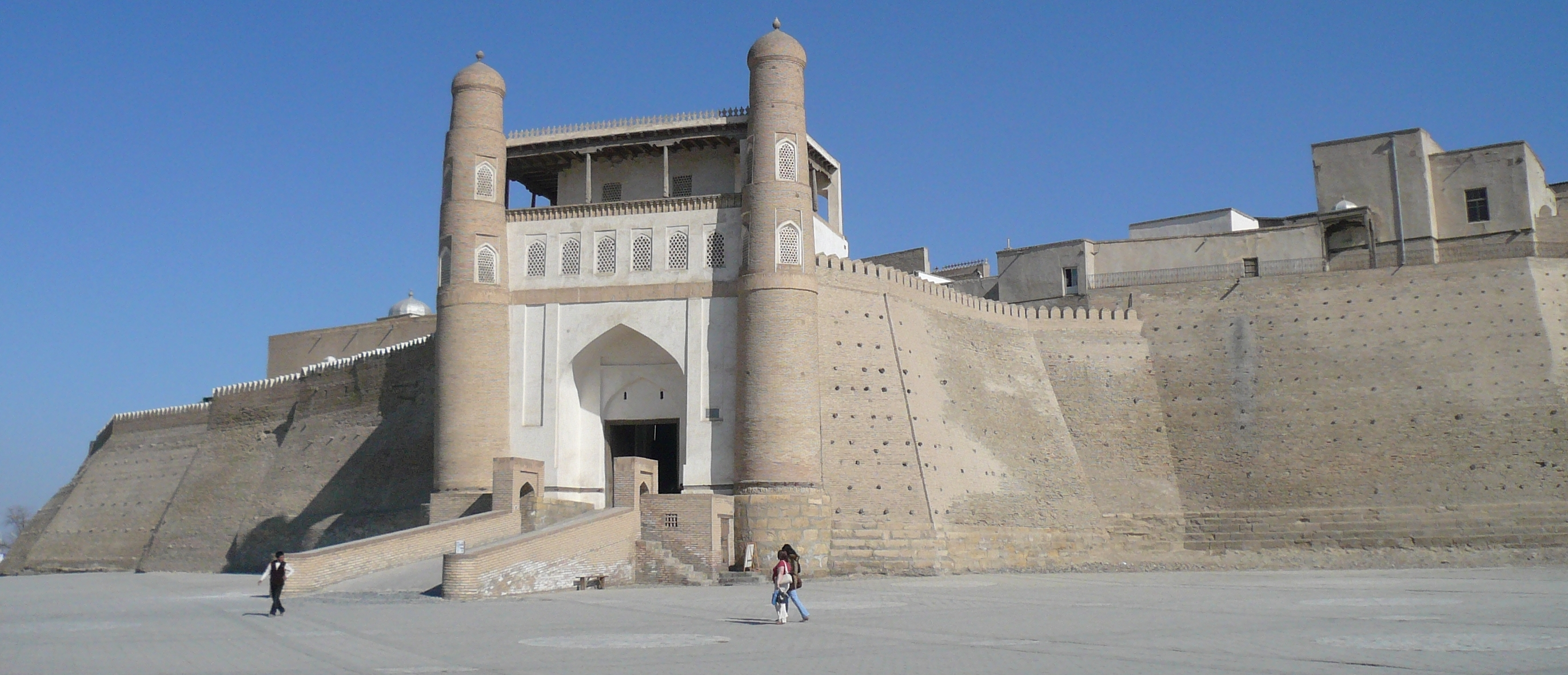
Die Zitadelle Ark in Buchara

Charles Stoddart (* 23. Juli 1806 in Ipswich; † 17. Juni 1842 in Buchara) war ein britischer Offizier und Diplomat.

## Leben
Stoddart wurde am 23. Juli 1806 in Ipswich als Sohn von Major Stephen Stoddart und Katherine Randal geboren. Sein Vater verstarb bereits 1812 bei einem Reitunfall.
Am 15. März 1823 trat er als Second Lieutenant in das Royal Staff Corps ein. Am 9. Februar 1826 erfolgte seine Beförderung zum Lieutenant. Am 7. Februar 1834 wurde er als Captain auf Halbsold gesetzt. Von 1833 bis 1835 diente er bei der Royal United Service Institution und der Institution of Civil Engineers. Im Anschluss ging er 1835 als Military Secretary des britischen Gesandten, Henry Ellis, nach Persien.
Hier begleitete er Mohammed Schah 1837 bei dessen Belagerung Herats, reiste aber im Juni 1838 ab. Bereits im Juli 1838 kehrte er zurück und überbrachte Mohammed Schah die Nachricht, dass eine Fortsetzung der Belagerung zu einer britischen Kriegserklärung führen würde. Als auch noch die Nachricht eintraf, britische Truppen hätten den Persischen Golf erreicht, wurde die Belagerung abgebrochen.
Am 2. Juni 1837 wurde Stoddart lokal zum Lieutenant-Colonel ernannt und traf nach Abzug der Perser mit Eldred Pottinger, dem britischen Verteidiger Herats, zusammen. Kurz danach reiste er ins Emirat Buchara ab, um mit Emir Nasrullah Khan über die Freilassung russischer Gefangener zu verhandeln und nach Möglichkeit einen Freundschaftsvertrag abzuschließen.
Stoddart erreichte Buchara am 17. Dezember 1838 und wurde vier Tage später festgenommen. Hierfür werden unterschiedliche Gründe angegeben. So soll er im Palastbezirk nicht vom Pferd gestiegen sein, einen Höfling geschlagen oder seinen Degen gezogen haben, als er zur Verbeugung gezwungen werden sollte. Die folgenden Monate verblieb er unter sehr unterschiedlichen Bedingungen in Haft.
Nach Aufenthalten in Chiwa und Kokand, wo er versucht hatte, eine Allianz gegen das russische Vordringen in Zentralasien zu organisieren oder zumindest die Abschaffung der Sklaverei zu erwirken, erreichte Hauptmann Arthur Conolly Buchara im Oktober 1841. Conolly war vor einer Reise nach Buchara gewarnt worden, hatte aber die Hoffnung, neben seinem diplomatischen Auftrag auch die Freilassung Stoddarts zu erwirken. Zuerst wurde Conolly freundlich aufgenommen. Da der Emir aber keine Antwort auf einen an Königin Victoria gesandten Brief erhielt, fühlte er sich vor den Kopf gestoßen oder hielt Conolly für einen Betrüger. Als Großbritannien schließlich im Ersten Anglo-Afghanischen Krieg mit dem Rückzug Major-General William Elphinstones eine militärische Katastrophe erlitt, beschloss der Emir, seine beiden Gefangenen hinrichten zu lassen.
Am 17. Juni 1842 wurden Stoddart und Conolly mit dem Vorwurf, Spione zu sein, auf dem Platz vor der Zitadelle Ark enthauptet.